# 林日出夫
林日出夫（はやし ひでお、1959年 - ）は、日本の漫画原作者。大阪府出身。大阪芸術大学キャラクター造形学科准教授。

## 略歴
大阪経済大学経営学部卒業。1993年に第28回青年漫画原作大賞入選したことをきっかけに、1994年に漫画原作者としてデビューする。集英社、講談社、徳間書店などの大手出版社から漫画などを出版している。現在は大阪芸術大学キャラクター造形学科准教授も兼ね、キャラクター作りなどを教えている。

## 主な作品
- 実験人形ダミー・オスカー（2003年、徳間書店、小池一夫と叶精作による同名漫画のノベライズ　ストーリーは完全オリジナル）
- アルティメットウォーズ（2002年、集英社）
- あばれブン屋（2001年、集英社、猿渡哲也との共著）
- 傀儡（2000年、集英社、共著）
- ホット・ゾーン（リチャード・プレストンの同名ノンフィクションの漫画化　1998年、集英社、柳沢一明との共著）　など